# Eutelia rufula
Eutelia rufula là một loài bướm đêm trong họ Noctuidae.